# Историческое прослеживание двух заметных искажений Священного Писания
«Историческое прослеживание двух заметных искажений Священного Писания» (англ. An Historical Account of Two Notable Corruptions of Scripture) — богословско-исторический трактат Исаака Ньютона антитринитарной направленности. Написан в 1690 году, опубликован в 1754 году (посмертно). Русский перевод отсутствует, в русских источниках трактат упоминается также под названием «Исторический разбор двух заметных искажений Священного Писания».
Трактат представляет собой обзор всех доступных Ньютону античных доказательных текстов, имеющих отношение к двум спорным отрывкам из христианской Библии, а именно:
- «Иоаннова вставка» — стихи седьмой и восьмой из пятой главы первого послания апостола Иоанна (см. 1 Иоанна. 5:7);
- шестнадцатый стих третьей главы первого послания апостола Павла к Тимофею (см. 1 Тимофею. 3:16).

Оба указанных фрагмента использовались для обоснования концепции «триединства Бога» и божественности Иисуса Христа. В итоге своего исследования Ньютон показал, что оба фрагмента являются поздними вставками, «благочестивым мошенничеством», и пришёл к следующему обобщающему выводу: «Из этих примеров ясно следует, что Писания были сильно искажены в первые века и особенно в четвёртом столетии во время арианских споров».
Главной целью Ньютона было в осторожных выражениях поставить под сомнение концепцию «триединства Бога». Ньютон считал, что священники и епископы церкви, поклоняясь Христу вместо Бога, занимаются идолопоклонством. Сам Ньютон был уверен: «То, что столь долго именовалось арианством, есть не что иное, как старое, неповрежденное христианство, а Афанасий послужил мощным, коварным и злокозненным орудием этой перемены». Иисуса Христа Ньютон считал не Богом, а человеком, посредником между Богом и людьми. «Мы не должны молиться двум богам».

## Содержание
Трактат написан в форме двух «писем к другу» (имелся в виду Джон Локк). Локк переправил текст друзьям в Нидерланды, но опубликован он был (во Франции) только в 1754 году, посмертно.

### 1 Иоанна.5:7
В русском Синодальном переводе Библии стихи 5:7 и 5:8 переведены следующим образом:

(5:7) Ибо три свидетельствуют на небе: Отец, Слово и Святой Дух, и Сии три суть едино.

(5:8) И три свидетельствуют на земле: дух, вода и кровь; и сии три об одном.

В новом русском переводе Российского библейского общества (2000) фрагмент, отмеченный красным цветом, вычеркнут, и текст восстановлен по самым древним греческим манускриптам: «…есть три свидетеля: Дух, вода и кровь», причём в комментарии указано, что вариант Синодального перевода основан на более поздних рукописях.
Используя писания ранних Отцов Церкви, манускрипты на греческом и латыни и свидетельства первых версий Библии, Исаак Ньютон показал, что стих 5:7, обычно используемый для подтверждения истинности доктрины о Троице, отсутствовал в ранних греческих оригиналах Нового Завета и, следовательно, является поздней апокрифической вставкой. Затем Ньютон проследил путь, которым данная подложная вставка вкралась в латинские версии Писания сначала в комментарии на полях, а затем и в сам текст. По мнению Ньютона, вставка была добавлена в IV веке блаженным Иеронимом
Ньютон показал, что вставка впервые была принята как часть греческого текста только в 1515 году кардиналом Сиснеросом под влиянием одного позднего греческого манускрипта, исправленного под воздействием латинского текста Писаний. Наконец, Ньютон анализирует смысл и контекст данного стиха, приходя к заключению, что эта вставка прерывает понятный до того текст Писания и искажает его смысл.
По мнению современных текстологов, в частности Раймонда Брауна, Уильяма Баркли, Карла Кюнстля и  Брюса Мецгера, Ньютон был прав в отношении апокрифичности вставки, однако более вероятно, что автором её был не Иероним, а ересиарх Присциллиан, епископ города Авилы (Испания).

### 1 Тимофею.3:16
Синодальный перевод (искажённое слово выделено красным цветом):

И беспрекословно — великая благочестия тайна: Бог явился во плоти, оправдал Себя в Духе, показал Себя ангелам, проповедан в народах, принят верою в мире, вознёсся во славе.

Перевод Российского Библейского общества, 2000 год:

Да, бесспорно, велика тайна нашего богопочитания: это Тот, кого Бог явил в человеческом теле, кого Дух оправдал, кого видели ангелы, о ком возвестили народам, в кого поверили в мире и кто вознесён был во славе.

Ньютон показал, как при помощи незначительного изменения греческого текста в него было вставлено слово «Бог», чтобы текст прочитывался как «Бог явился во плоти»: к греческому местоимению ὃς (Тот, Который) были приписаны две буквы θε и получилось θεός (Бог). Ньютон также продемонстрировал, что ранние писатели Церкви ничего не знали о подобном варианте текста.

## История публикации
Ньютон много лет самым тщательным образом изучал Библию, не сомневаясь, что она содержит скрытые знания. Он выучил древнееврейский и сделал больше тридцати переводов разных библейских книг, собрал огромную библиотеку святоотеческой и библейской литературы, изучил массу трудов авторитетных текстологов-библеистов от древности до XVII века, исследовал библейские пророчества и план храма Соломона, в котором усматривал тайный смысл.
Хотя данный трактат был написан в 1690 году, опубликован впервые был только в 1754 году. Ньютон, убеждённый антитринитарий, не публиковал его при жизни, вероятно, из-за политического климата, царившего в Англии в годы его жизни. Законодательный акт 1697 года «О подавлении богохульства и нечестия» приравнивал отрицание любого из лиц Троицы к деяниям, наказуемым поражением в гражданских правах, а при повторении данного деяния — к тюремному заключению. В 1693 году по приказу Палаты Лордов был предан сожжению памфлет, содержащий отрицание истинности доктрины Троицы. В 1697 году в Эдинбурге (Шотландия) за отрицание Троицы и других религиозных доктрин был казнён через повешение сын эдинбургского врача Томас Эйкенхед. Друг Ньютона Уильям Уистон (переводчик трудов Иосифа Флавия) в 1710 году был лишён профессорского звания и изгнан из Кембриджского университета за свои утверждения о том, что вероисповеданием ранней Церкви было арианство. Поэтому Ньютон при жизни не опубликовал этот трактат, несмотря на то, что в нём нет прямой защиты антитринитаризма, а лишь в осторожных выражениях предпринята реконструкция двух явных тринитарных искажений Нового Завета.